# 2012 год в театре

## События
- 15 апреля — в Королевском оперном театре прошла церемония вручения премии Лоренса Оливье. Мюзикл «Матильда» завоевал 7 наград, рекордное на тот момент количество, включая награды за лучший новый мюзикл и за лучшую женскую роль в мюзикле для четырёх юных исполнительниц заглавной роли.[1] Элеонор Уорингтон-Кокс в возрасте 10 лет стала самой молодой обладательницей премии за всю её историю.[2]
- 16 апреля — в Большом театре прошла церемония вручения премии «Золотая маска», лауреатами которой в числе других стали Пётр Фоменко, Евгений Миронов, Евгений Бражник.[3]
- 10 июня — в концертном зале «Радио Сити Мьюзик Холл» (Нью-Йорк) прошла 66-я церемония вручения премии «Тони», триумфатором которой стал мюзикл «Однажды», завоевав 8 наград из 11 номинаций. Награда за лучшую мужскую роль досталась комику Джеймсу Кордену, а актриса Одра Макдональд получила свою пятую статуэтку.[4]

### Постановки
- 3 апреля — опера «Кавалер розы», Большой театр (режиссёр Стивен Лоулесс). Первая постановка оперы Рихарда Штрауса на сцене Большого театра.[5]
- 2 августа — «Загадочное ночное убийство собаки», Королевский национальный театр (режиссёр Мэриэнн Эллиотт, адаптация одноимённого романа Марка Хэддона).
- 2 октября — мюзикл «Чумовые боты», театр Банка Америки, Чикаго.
- 6 октября — мюзикл «Граф Орлов», театр Московская оперетта (режиссёр Алина Чевик, авторы Юлий Ким и Роман Игнатьев).
- 16 октября  — мюзикл «Наташа, Пьер и Большая комета 1812 года», театр Арс Нова, Нью-Йорк.

## Деятели театра

### Скончались
- 8 января — Светлана Харитонова, российская актриса.
- 22 января — Рита Горр, бельгийская меццо-сопрано.
- 24 января — Патриция Невай, американская сопрано.
- 25 января — Коста Цонев, болгарский актёр.
- 3 февраля
  - Бен Газзара, американский актёр.
  - Сергей Павленко, российский композитор.
- 11 февраля — Иосиф Сумбаташвили, российский и грузинский театральный художник и сценограф.
- 12 февраля — Дэвид Келли, ирландский актёр.
- 14 февраля — Златко Црнкович, хорватский актёр.
- 23 февраля — Дмитрий Набоков, американский оперный певец.
- 25 февраля — Эрланд Юзефсон, шведский актёр.
- 2 марта — Жерар Ринальди, французский актёр и певец.
- 16 марта — Джанкарло Кобелли, итальянский режиссёр.
- 19 марта — Улу Гросбард, американский режиссёр
- 8 апреля — Анатолий Равикович, российский актёр
- 12 апреля — Штефания Мольдован, венгерская оперная певица. Заслуженная артистка Венгрии
- 15 апреля — Александр Пороховщиков, российский актёр и режиссёр.
- 30 апреля — Зоя Осмоловская, белорусская актриса.
- 10 мая — Джойс Редман, британская актриса.
- 11 мая — Ласло Шереги, венгерский танцор и хореограф.
- 18 мая — Дитрих Фишер-Дискау, немецкий оперный певец.
- 29 мая
  - Цита Кабатова, чешская актриса.
  - Марк Минков, российский композитор.
- 6 июня — Нонна Гурская , украинская и советская актриса, народная артистка Украинской ССР (1974).
- 13 декабря — Сакари Юркка, финский актёр театра и кино, режиссёр, театральный деятель.